# Décret en Conseil d'État
Un décret en Conseil d'État est un texte réglementaire de droit français élaboré selon une procédure différente de celle d'un décret simple.
Il porte en fin des visas la mention : « Le Conseil d'État entendu ».
Le décret en Conseil d'État résulte soit :
- des dispositions de l'article 37 de la Constitution
- d'une loi (l'art. 26 de la loi Informatique et libertés prévoit par exemple cette procédure pour les traitements de données à caractère personnel qui intéressent « la sûreté de l'État, la défense ou la sécurité publique », ou qui ont pour objet « la prévention, la recherche, la constatation ou la poursuite des infractions pénales ou l'exécution des condamnations pénales ou des mesures de sûreté », lorsqu'ils comportent des données sensibles ; certaines installations nucléaires de base sont aussi assujetties à ce traitement)
- d'un autre décret
- de la volonté du Gouvernement en raison de l'importance de l'objet du projet de décret

Le Conseil d'État français est alors saisi du projet préparé par le Gouvernement et son avis doit être recueilli après que les autres organismes dont la consultation était requise ou souhaitée ont rendu leurs avis.
Le défaut de consultation du Conseil d'État lorsque celle-ci est obligatoire en application d'une disposition formelle rend le décret illégal.
De plus, le texte retenu par le Gouvernement peut diverger de l’avis rendu par le Conseil d’État mais ne peut pas être différent du texte dont celui-ci a été saisi. Autrement dit, un décret qui dans sa version publiée contiendrait des dispositions n'ayant pas été soumises à l'avis du Conseil d'État serait susceptible d'être annulé par un recours en excès de pouvoir.
Enfin, un décret en Conseil d'État ne peut être modifié que par un décret pris selon les mêmes règles.
Les anciens règlements d'administration publique, supprimés en 1980, sont assimilés à des décrets en Conseil d'État et obéissent donc aux règles qui leur sont applicables.